# Batalla de Juan Griego
La Batalla de Juan Griego fue una batalla ocurrida el 8 de agosto de 1817 en la ciudad de Juan Griego ubicada en la isla de Margarita, Venezuela. El Mariscal Pablo Morillo había invadido la isla el 14 de julio de ese año con el fin de acabar con la resistencia de los insulares al poder español. En esos momentos Margarita era uno de los pocos núcleos de la resistencia venezolana a las fuerzas del Pacificador.

## Batalla

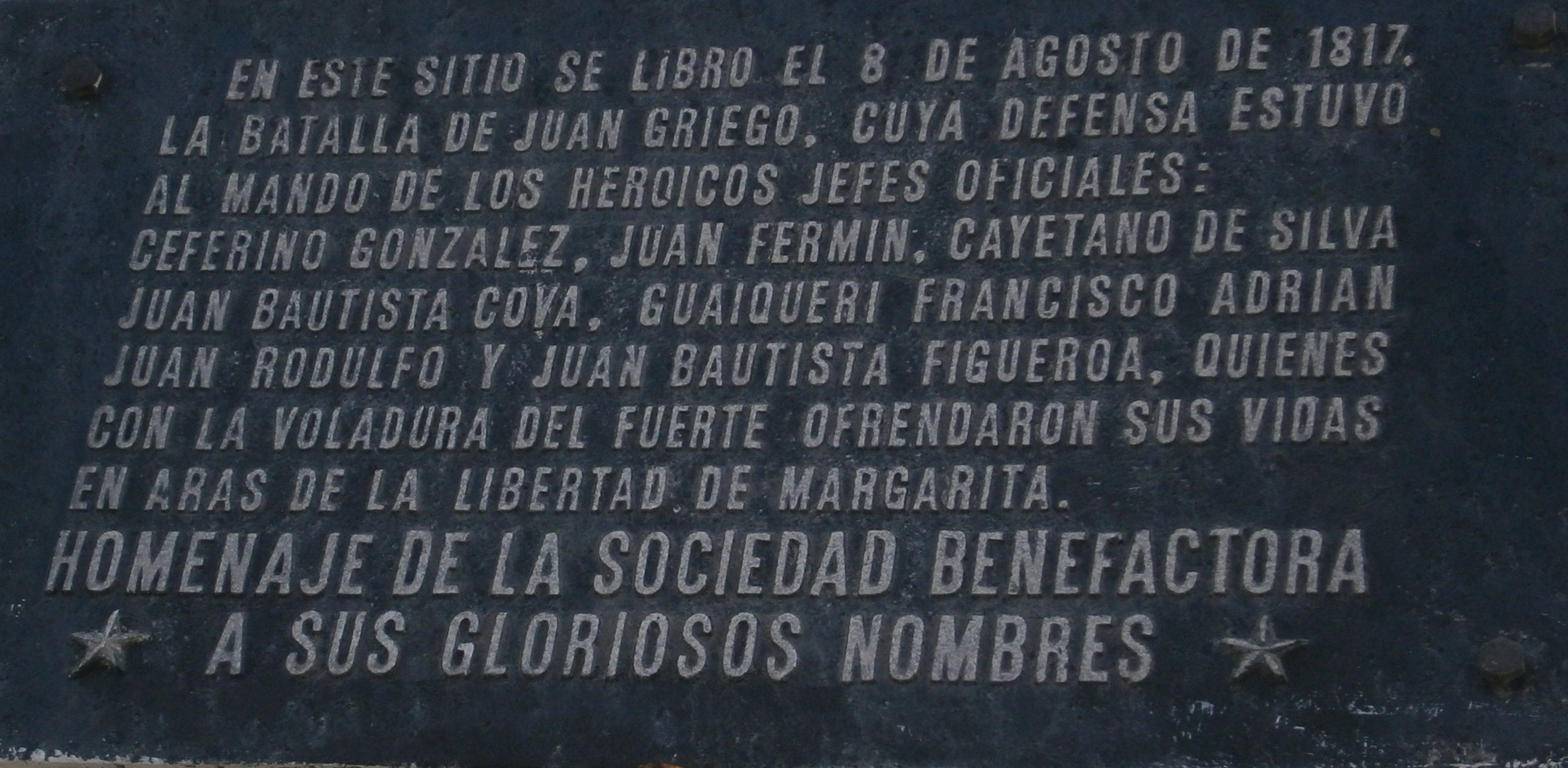
Panel Conmemorativo.

Morillo asaltó la ciudad el 8 de agosto. Los habitantes se defendieron tenazmente, en especial el Fortín de la Galera resistió el asalto español. Los patriotas que guarnecían La Galera hicieron fuego sobre los realistas, en el calor de la batalla llegaron a lanzarles grandes rocas a los atacantes.
Un accidente en las bóvedas del fortín donde se hallaba el parque provocó una explosión que mató a la mayoría de los defensores, los pocos que sobrevivieron se retiraron a la laguna Salada donde fueron liquidados por los realistas. Juan Griego fue saqueada por los españoles e incendiada.
Morillo escribiría las siguientes palabras sobre la batalla en el fortín de La Galera:

Desde aquel momento presentó el ataque al Fuerte el aspecto más espantoso. Pasaban de 500 rebeldes de la canalla más atroz y desalmada de la isla, los que defendían, hombres feroces y crueles, famosos y nombrados entre los piratas de las flecheras, el terror de las costas de Venezuela y facinerosos, que cada uno contaba muchos asesinatos y estaba acostumbrado a mirar la vida y la existencia con mayor desprecio. Estos malvados llenos de rabia y de orgullo, con su primer ventaja en la defensa, parecía cada uno de ellos un tigre, y se presentaban al fuego y las bayonetas con una animosidad de que no hay ejemplo en las mejores tropas del mundo (…) Estos llegaron al último extremo de la desesperación y apuraron todos los medios de defensa. No contentos con el fuego infernal que hacían, arrojaban piedras de gran tamaño, y como eran hombres membrudos y agigantados, se les veía arrojar una piedra enorme con la misma facilidad como si fuese una pequeña. Así tuvimos algunos muertos y heridos a pedradas (…) Nuestra caballería, que para el momento de ocupar el reducto ya estaba prevenida, recibió a los que salieron de él, en unas lagunas poco profundas, donde todos se arrojaron, y allí pereció a sablazos aquella banda de asesinos feroces que ni imploró la clemencia ni hubo que diera señales de timidez en medio de la carnicería que en ellos se hizo (…) De esta suerte se concluyó una acción tan sangrienta y empeñada, allí quedaron tendidos más de quinientos forajidos, que ni aun en el último momento quisieron rendirse

A pesar de la victoria conseguida por Morillo, sus fuerzas estaban diezmadas luego de los combates tan feroces que presentaron los margariteños. Al conocer de la caída de Angostura y ante la proximidad de más ataques por parte del ejército al mando del coronel Francisco Esteban Gómez, motivaron a Morillo que partiera con sus tropas restantes el 17 de agosto de 1817 rumbo a Cumaná, dejando definitivamente a la Isla de Margarita en poder de los patriotas.